# Theodor Hauschild
Theodor Hauschild   (Erfurt, 4 de gener de 1929 - Hamburg, 8 de setembre de 2024) va ser un arquitecte i arqueòleg alemany.

## Biografia
El 1949 va estudiar arquitectura a la Universitat Tècnica de Berlín i es va graduar en 1956. Un any més tard era fou contractat com a investigador al departament Madrid de l'Institut Arqueològic Alemany (DAI). En 1965, va treballar a la Universitat de Berlín amb Ernst Heinrich amb l'obra Der Kultbau neben dem römischen Ruinenkomplex bei Estoi in der Provincia Lusitania (L'edifici de culte adjacent a les ruïnes romanes en el complex Estoi en la Província Lusitania). Des de 1969, va treballar a les excavacions de Centcelles i Tarragona (Tarraco) i va ser assignat posteriorment a la línia del projecte de DAI investigació de la ciutat romana a la península Ibèrica. Per a aquest projecte, Hauschild va realitzar excavacions al municipium romà de Munigua de Sevilla i a la villa rustica de Milreu a Estói. El 1980, va ser director del Departament Segon de Madrid i cap de la branca Lisboa del DAI.
Va treballar en la recuperació de monuments de Catalunya, com la muralla romana de Tarragona, on va descobrir el 1983 en un dels carreus de l'interior de la Torre de Sant Magí o de Minerva (que exhibeix cinc enigmàtics caps llorejats) la dedicatòria M. Vibio Menrva, i en el mausoleu romà de Centcelles el 1966. El 1984 fou nomenat doctor honoris causa per la Universitat de Barcelona. El 1996 va rebre la Creu de Sant Jordi. El 2008 fou declarat fill adoptiu de Tarragona.

## Obres
- Helmut Schlunk, Theodor Hauschild. 1962. Informe preliminar sobre los trabajos realizados en Centcelles: memoria. Volumen 18 de Excavaciones arqueológicas en España. Ed. Min. de Educación Nacional, Dirección Gral de Bellas Artes, Servicio Nacional de Excavaciones Arqueológicas. 67 pp.
- 1983. Arquitectura romana de Tarragona. Ed. Ajuntament. 180 pp.
- 1986. La vil·la romana i el mausoleu constantinià de Centcelles.
- 1991. El faro romano de La Coruña. Ciudad y torre : Roma y la Ilustración en La Coruña. Ed. Ediciós Do Castro. 97 pp. ISBN 84-7492-543-6
- 1993. La villa romana de Centcelles. Volumen 9 de Programa de investigaciones protohistóricas. Ed. Montserrat Mateu Taller Editorial. 123 pp. ISBN 84-88158-04-1
- Theodor Hauschild, Felix Teichner, Elena Morán. 2002. Milreu: ruinas. Volumen 9 de Roteiros da arqueologia portuguesa. Ed. Instituto Português do Património Arquitectónico. 67 pp. ISBN 972-8736-06-1